# Orchidinae
Orchidinae, podtribus orhideja dio tribusa Orchideae u potporodici Orchidoideae. Sastoji se od 41 roda (uključujući hibridne).

## Rodovi
Subtribus Orchidinae (Dressler & Dodson) Verm.
1. Neotinea Rchb.f. (5 spp.)
2. xNeotinacamptis J. M. H. Shaw (0 sp.)
3. xNeotinarhiza J. M. H. Shaw (0 sp.)
4. xOrchinea J. M. H. Shaw (0 sp.)
5. Chamorchis Rich. (1 sp.)
6. Steveniella Schltr. (1 sp.)
7. Himantoglossum W. D. J. Koch (9 spp.)
8. xOrchimantoglossum Asch. & Graebn. (0 sp.)
9. Ophrys L. (80 spp.)
10. Serapias L. (15 spp.)
11. xSerapicamptis Godfery (0 sp.)
12. xSerapirhiza Potucek (0 sp.)
13. Anacamptis Rich. (23 spp.)
14. xAnacamptorchis E. G. Camus (0 sp.)
15. Orchis Tourn. ex L. (28 spp.)
16. xOrchiplatanthera E. G. Camus (0 sp.)
17. xOrchidactylorhiza Soó & Borsos (0 sp.)
18. Traunsteinera Rchb. (2 spp.)
19. Pseudorchis Ség. (1 sp.)
20. xPseudorhiza P. F. Hunt (0 sp.)
21. xPseudanthera McKean (0 sp.)
22. xHerminorchis P. Fourn. (0 sp.)
23. Platanthera Rich. (151 spp.)
24. Coenoemersa R. González & Lizb. Hern. (3 spp.)
25. Galearis Raf. (10 spp.)
26. xDactylanthera P. F. Hunt & Summerh. (1 sp.)
27. Dactylorhiza Neck. ex Nevski (46 spp.)
28. Gymnadenia R. Br. (9 spp.)
29. xGymnigritella E. G. Camus (0 sp.)
30. Nigritella Rich. (16 spp.)
31. xDactylitella P. F. Hunt & Summerh. (0 sp.)
32. xDactylodenia Garay & H. R. Sweet (2 spp.)
33. xDactylocamptis P. F. Hunt & Summerh. (1 sp.)
34. xOrchigymnadenia E. G. Camus (0 sp.)
35. xGymnanacamptis Asch. & Graebn. (0 sp.)
36. xPseudadenia P. F. Hunt (1 sp.)
37. xGymnotraunsteinera Cif. & Giacom. (0 sp.)
38. xGymplatanthera E. G. Camus (0 sp.)
39. xPseuditella P. F. Hunt (0 sp.)
40. Sirindhornia H. A. Pedersen & Suksathan (3 spp.)
41. Hemipilia Lindl. (76 spp.)